# ベネヴェント
ベネヴェント（Benevento ( 音声ファイル)）は、イタリア共和国カンパニア州にある都市で、その周辺地域を含む人口約60,000人の基礎自治体（コムーネ）。ベネヴェント県の県都である。
ローマ人がこの地を支配下に収める以前からの古い歴史を持つ都市で、ローマ時代にはアッピア街道の重要都市として繁栄した。中世には南イタリアを統治するベネヴェント公国の首都であり、11世紀末以降は19世紀のイタリア統一まで（ナポレオン時代を除き）教皇領であった。この都市の周辺では、古代以来何度かの重要な戦闘が行われており、ローマがピュロス王を退けた戦い（紀元前274年）、第二次ポエニ戦争中の戦い（紀元前214年、紀元前212年）、シチリア王位をめぐる戦い（1266年）が著名である。

## 名称
ローマ時代にはベネウェントゥム（Beneventum）の名で呼ばれた都市であるが、もともとはマレウェントゥム（Maleventum）、あるいはオスク語由来のマロエントン（Maloenton）と呼ばれていた都市である。
オスク語もしくはサムニウム語での名はおそらく Maloeis あるいは Malieis (古代ギリシア語: Μαλιείς) で、ここから Maleventum という語形が導かれたものと考えられる。"-vent"は、おそらくは市場が立った場所を示しており、古代の地名としてはありふれた要素であるとする説がある。
ローマ人たちは、マレウェントゥム（Maleventum）という地名を「悪い出来事」（malum eventum）に通じると解し、「悪い」（male）を「良い」（bene）に改めてベネウェントゥム（Beneventum）とした。なお、この改名については、「悪い風」／「良い風」（bene ventum）とする解釈もされている。

## 地理

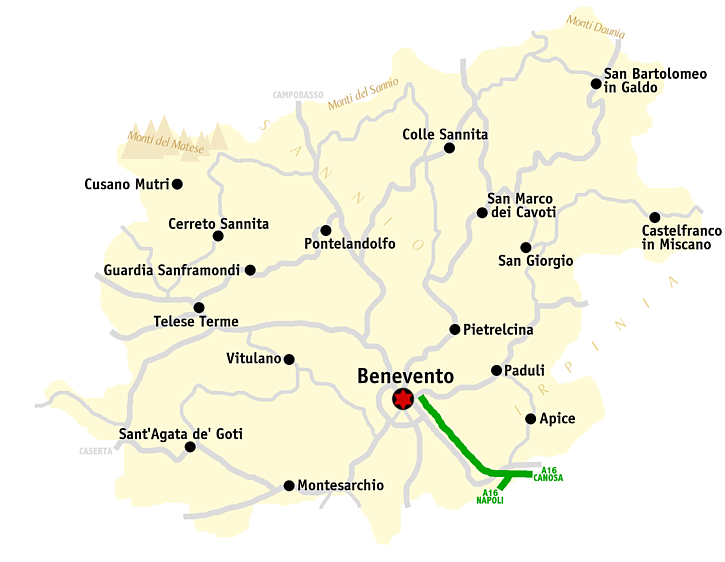
ベネヴェント県概略図

| ベネヴェント県の中南部に位置するコムーネ。ベネヴェントの市街は、カローレ・イルピーノ川（単にカローレ川、あるいはベネヴェンターノ川 Beneventano とも）とサバト川の合流点に位置する標高130mの丘陵上にあり、アヴェッリーノから北へ24km、カゼルタから東へ38km、カンポバッソから南南東へ49km、州都ナポリから北東へ53kmの距離にある。 |

## 歴史

### ローマ以前
古代、この都市はサムニウムの主要都市のひとつでマレウェントゥム（Maleventum）と呼ばれ、カプア（古代のカプアは現在のサンタ・マリーア・カープア・ヴェーテレの場所にあった）の東約50kmに位置する、Calor川（現代のカローレ川）河畔、アッピア街道沿いの都市であった。
この都市がどの部族に属する都市であったかについては食い違う記述がある。プリニウスは明確にヒルピニ族の都市であると記しているが、リウィウスはヒルピニ族とサムニウム人をはっきり区別した上で（ヒルピニ族はサムニウム人の一部とされることがある）サムニウム人に属するものであろうとしている。プトレマイオスもリウィウスと同じ見方である。古代の著述家たちが非常に古い都市としてこの都市を表現することは一致しており、ソリヌス (Gaius Julius Solinus) とビザンティウムのステファヌス (Stephanus of Byzantium) は都市の設立者をディオメーデースに帰している。この伝説は住民たちによって受け入れられていたもので、プロコピオスが著述した当時（6世紀）の住民たちは、彼らがディオメーデースの子孫であることの証拠として、カリュドーンの猪の牙だというものを示したという。フェストゥス (Sextus Pompeius Festus)  (s. v. Ausoniam) はそれと異なり、オデュッセウスとキルケーの息子であるアウソン (Auson) によって設立されたとしており、これはサムニウム人によって征服される以前はアウソニ人の都市であったという伝承を示しているという。
ともあれ、歴史においてはサムニウム人の都市としてあらわれている。すでに強力な都市であったことは確かなようであり、古代ローマ人は紀元前4世紀半ばから3度にわたって繰り返されたサムニウム人との戦争（サムニウム戦争）でも最初の二度は攻撃に踏み切ってはいない。最初に現れるのは第三次サムニウム戦争（紀元前298年 - 紀元前290年）においてであって、正確な時期は不明であるが、ローマ人の手に落ちた。

### ローマ時代
紀元前274年、ピュロス戦争においてピュロス王がローマによって退けられた戦い（ベネウェントゥムの戦い）が近郊で行われた当時には、この都市がローマの支配下にあったことが確実である。その6年後の紀元前268年には、ラテン市民権を持つコロニア（植民市）が設立され、その所有権を確保した。この都市がベネウェントゥム (Beneventum) という名で言及されたのはこの時が最初であるが、これはそれまでのマレウェントゥム (Maleventum)という名をローマ人たちが不吉なものとして忌み、より縁起のよいものに変えたものである。

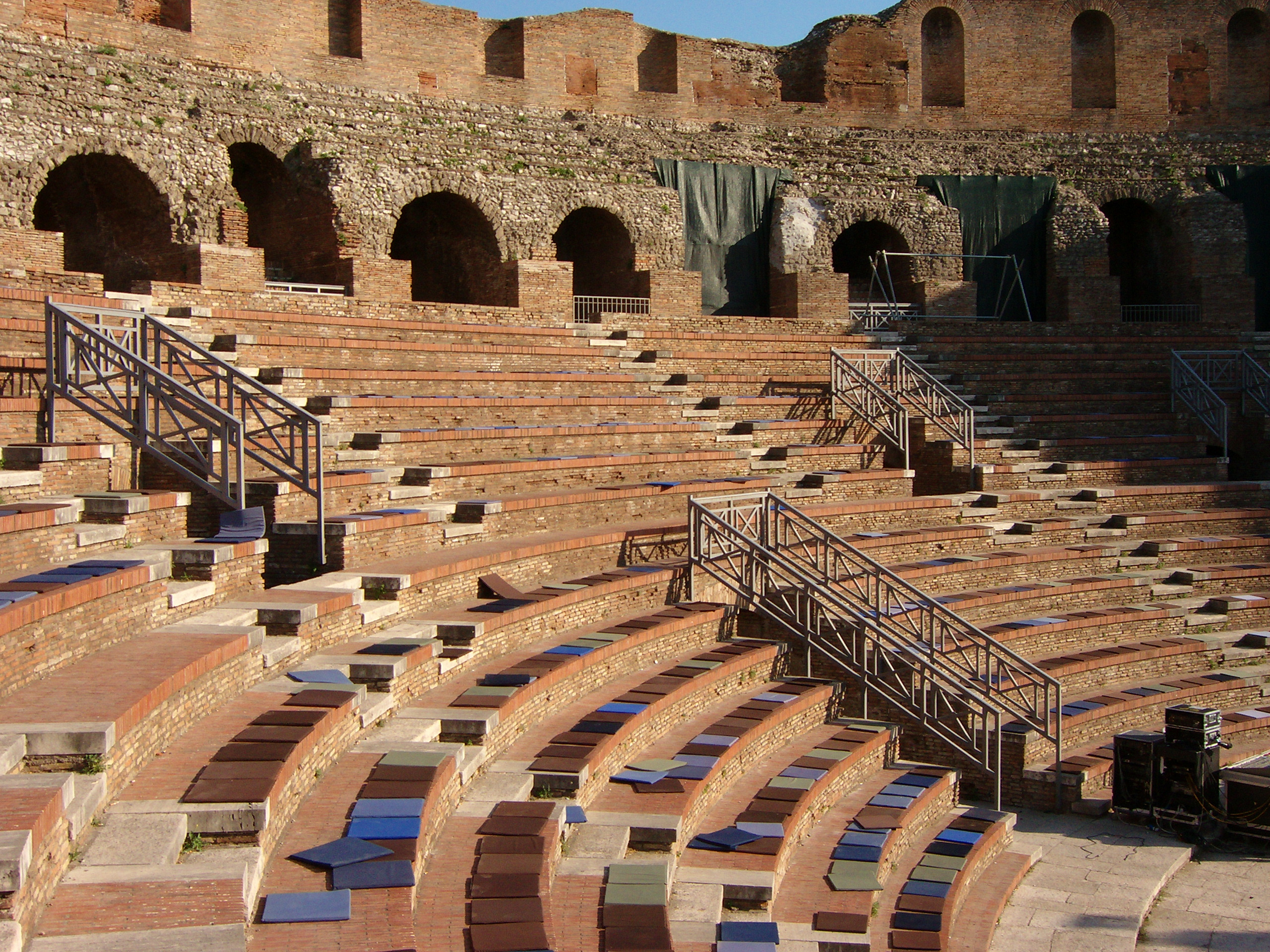
View of the Roman Theatre of Benevento.

ローマの植民市としてのベネウェントゥムは、間もなく繁栄した都市となったようである。第二次ポエニ戦争（紀元前219年 - 紀元前201年）においては、カンパニアに近いことや要塞としての堅牢さから重要拠点とみなされ、ローマの将軍たちが繰り返し陣取ることとなった。この都市の近隣では、この戦争の2つの決戦が行われている。紀元前214年の第一次ベネヴェントゥムの戦いにおいて、カルタゴのハンノ (Hanno the Elder) はティベリウス・センプロニウス・グラックスに敗北した。紀元前212年の第二次ベネヴェントゥムの戦いにおいては、トウモロコシなど膨大な物資を蓄積していたハンノの野営地が、ローマの執政官クィントゥス・フルウィウス・フラックスによって襲撃され奪取された。その領域はひとたびはカルタゴ人によって荒廃したが、紀元前209年には戦争継続に必要な軍資金と男性の割り当てを拠出する能力があり、供出する意思があったラテン植民市18市のひとつであった。
同盟市戦争（紀元前91年 -  紀元前88年）の際のベネウェントゥムの動向に関する文献記録はないが、多くのサムニウムの都市が被った災難からは免れているようである。ローマの共和政が終幕に至る時期、ベネウェントゥムはイタリアの最も華麗で繁栄した都市のひとつとして描写されている 。
第二回三頭政治の下で、ベネウェントゥムの領土は、三人の執政官によって分割され、彼らに従う古参兵に分配された。その後、アウグストゥスによって新たな植民市が設立され、カウディウム (Caudium) （現在のモンテサルキオ）の領域を併合してその領域は拡大した。また、ネロによって Concordia と名付けられた第三の植民市が設立された。このため、セプティミウス・セウェルス帝の時代の碑文には、Colonia Julia Augusta Concordia Felix Beneventum という名であらわれている。

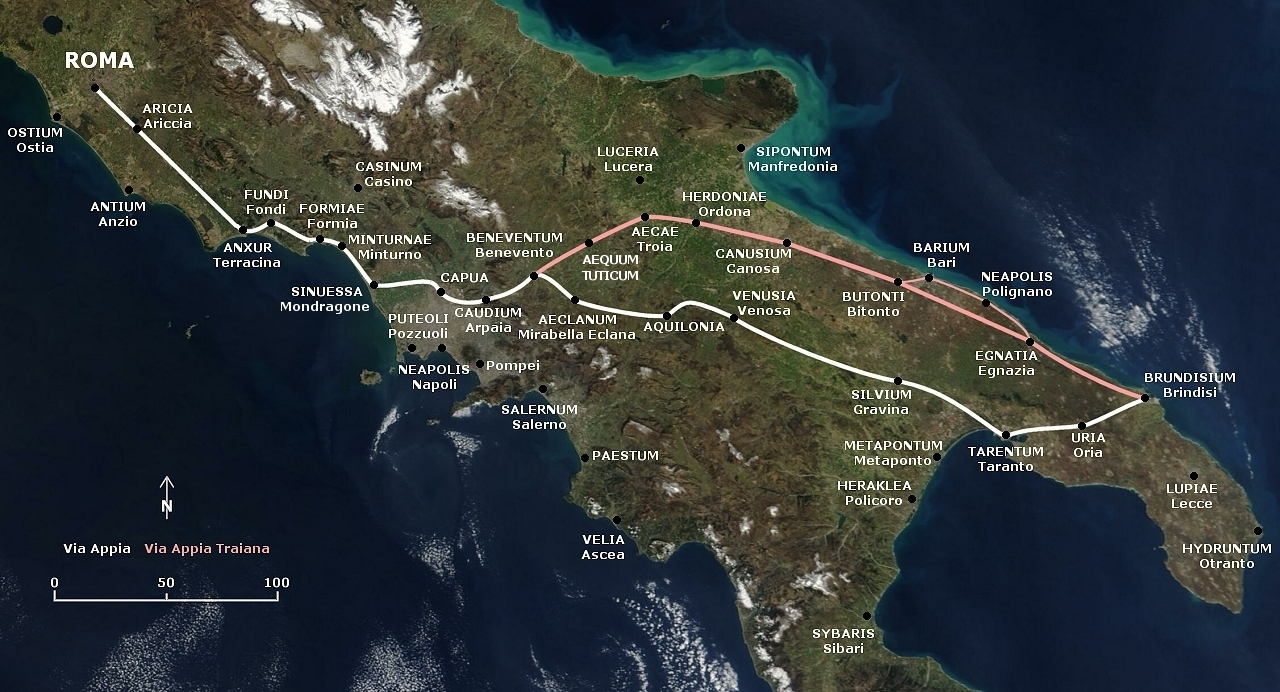
ベネウェントゥムは、アッピア街道（白）とトライアナ街道（桃）の分岐点であった

ローマ帝国の下においても、ベネウェントゥムが重要で繁栄した都市であったことは、今に残る遺跡や碑文から十分に証明される。ヒルピニ地方において最大の都市であったことは疑いなく、南イタリア最大の重要都市カプアに次ぐ規模であったと考えられている。この都市が幹線道路であるアッピア街道が二つに枝分かれする分岐点であったことが、都市に繁栄をもたらしたことは疑いない。分岐した街道のひとつはのちにトライアナ街道 (Via Traiana) と呼ばれる道路で、アエクウム・トゥティクム（Aequum Tuticum, 現在のアリアーノ・イルピーノ）を経てアプリア（現在のプッリャ州）に至った。もう一つの街道はアエクラヌム (Aeclanum) を経てウェヌシア（現在のヴェノーザ）やタレントゥム（現在のターラント）に至った。都市の繁栄を物語るものとしては他に、ベネウェントゥムで鋳造された貨幣がある。ホラティウスがローマからブルンドゥシウム（現在のブリンディジ）への旅行記にベネウェントゥムを描いたことはよく知られている。ネロ、トラヤヌス、セプティミウス・セウェルスといったローマの皇帝たちがたびたび訪問する栄誉を受けたのも、こうした環境によるものである。。

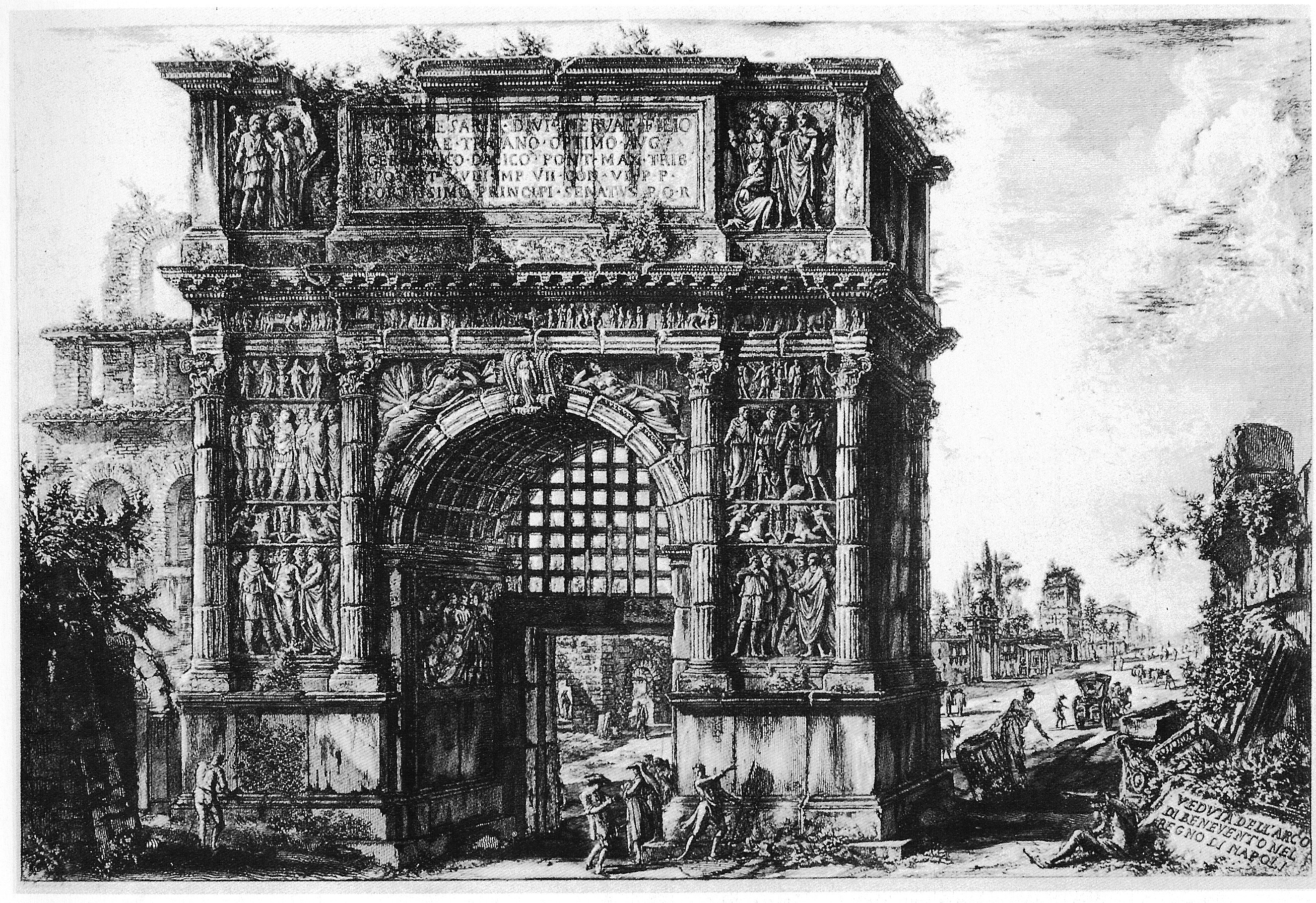
トラヤヌスの凱旋門。18世紀、ピラネージによって描かれたエッチングで、落とし格子が取り付けられている。

114年にトラヤヌス帝の凱旋門 (Arch of Trajan (Benevento)) の建設地として、ローマの元老院と市民によって当地が選定されたのも、おそらくは同じ理由である。ダマスカスのアポロドーロスによって建築されたトラヤヌス帝の凱旋門は、カンパニア地方においてもっともよい状態で残されたローマ時代の建築物である。この凱旋門は、フォロ・ロマーノにあるティトゥスの凱旋門の形式を繰り返したもので、トラヤヌスの生涯と、その治世の偉業をたたえるレリーフがなされている。彫刻のいくつかは、大英博物館にある。
歴代皇帝は、都市の領域を拡大させ、さまざまな公共建築物を建設している（少なくとも名前を与えている）ようである。都市は行政上の目的で、当初はヒルピニ族の残余とともに管轄されていたが、のちにカンパニアに併合され、その属州の総督の管轄下に置かれた。住民たちは Stellatine 氏族（トリブス）に含まれた。帝国の解体に至るまで、ベネウェントゥムは重要性を保っていた。ゴート戦争において、都市はトーティラによって占領され市壁は破壊されたが、間もなく公共建築物とともに修復した。P. Diaconus は非常に裕福な都市で、周辺地域の首都であると描いている。
ベネウェントゥムは、文学が育つ土地であったようである。文法学者オルビリウス (Lucius Orbilius Pupillus) は当地の出身で、ローマに移る以前はこの都市で人々に教育を行っており、その栄誉をたたえて友人たちによる彫像が制作された。また、現存する碑文には、やはり文法学者であるルティリウス・アエクアヌスや、そのほか地元では名士であった雄弁家や詩人たちも同様の名誉をもって記録されている。
ローマ帝国期のベネウェントゥムの領域は、かなり広いものであった。西にはカウディウムの領域を含んでいた（カウディムの町そのものは除く）。北にはタマルス川（現在のタマロ川）まで広がっており、パグス・ウエイアヌス（Pagus Veianus、現在のパーゴ・ヴェイアーノ）の村を含んでいた。北東にはアエクウム・トゥティクムが含まれていた。東と南は、アエクラヌムとアベリヌム（現在のアヴェッリーノ）の領域と接していた。碑文にはその他いくつかの村や地区の名が載せられているが、現在のどの場所に当たるのか比定することはできない。

### 教皇による支配

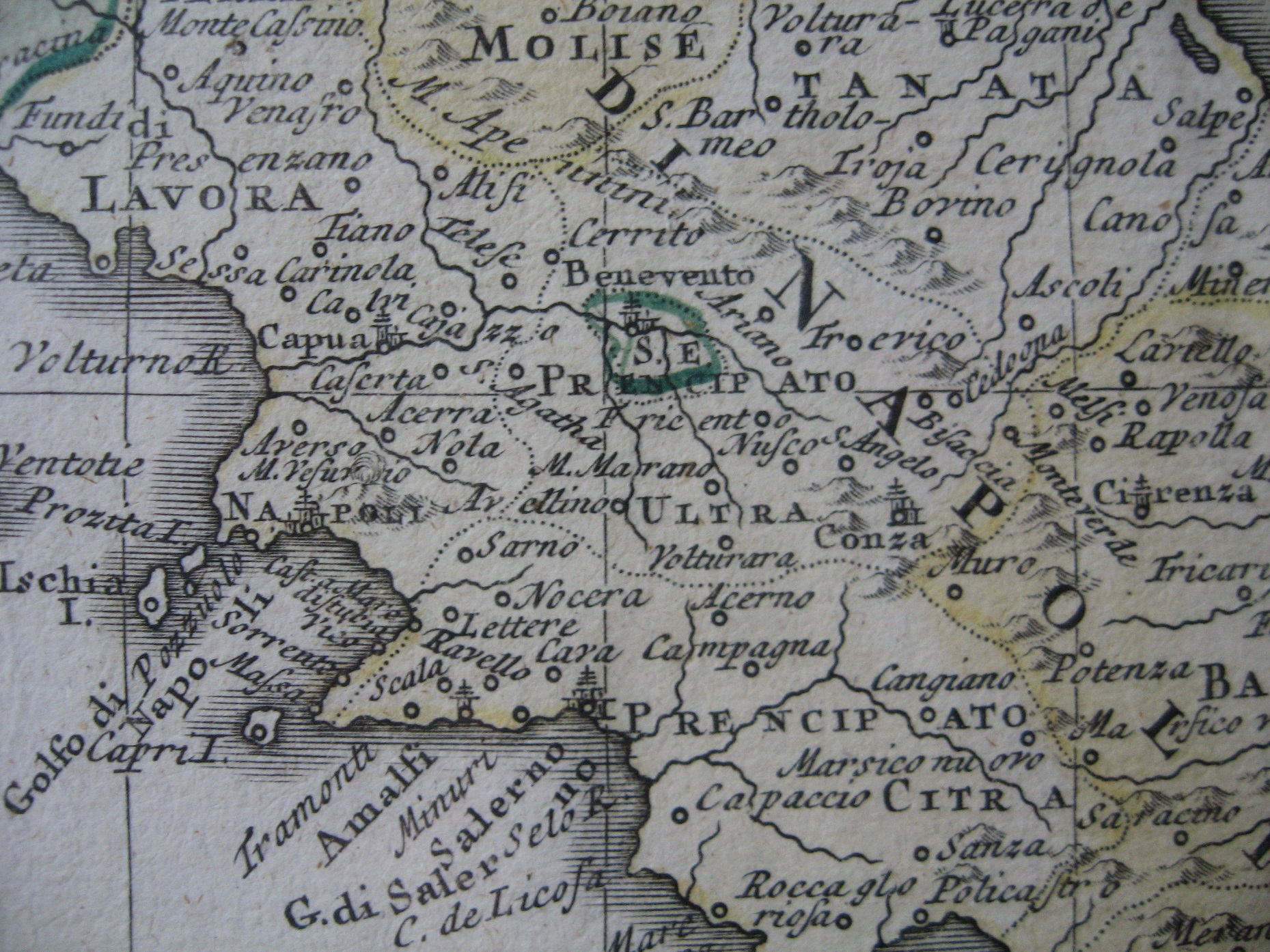
18世紀の教皇領ベネヴェントを示した地図

ベネヴェント公国は1053年、バンベルク司教領 (Prince-Bishopric of Bamberg) と交換の形で、皇帝ハインリヒ3世から教皇レオ9世に平和裡に割譲された。ベネヴェント大司教ランドゥルフ2世 (Landulf II (archbishop of Benevento)) は、退陣するまでの2年の間に、改革を推進するとともにノルマン人と同盟した。
ベネヴェントは、南イタリアにおけるローマ教皇の世俗権力の基盤であった。教皇は教区司祭を任命し、教区司祭は宮殿にあってこの地の当地に当たった。
1266年にはベネヴェント近郊でシチリア王マンフレーディとシャルル・ダンジューが戦い、マンフレーディが戦死した（ベネヴェントの戦い）。
1806年、ナポレオンはタレーランに元首の称号を与えてこの公国を与えた。タレーランはこの地に居住することも、彼の公国を実際に統治することもなかった。1815年、ベネヴェントはふたたび教皇領に戻った。1860年にイタリア王国に統一された。

## 行政

### 分離集落
ベネヴェントには、以下の分離集落（フラツィオーネ）がある。
- Acquafredda, Cancelleria, Capodimonte masseria La Vipera, Caprarella, Ciancelle,  c.da Epitaffio, Francavilla, Imperatore, Madonna della Salute, Masseria Ponte,  c.da Olivola, Perrottiello, Piano Cappelle, Pino, Rosetiello, San Chirico, San Cumano, San Domenico, Sant' Angelo a Piesco, San Vitale, Scafa, Sponsilli, Torre Alfieri, Vallereccia.

## 文化

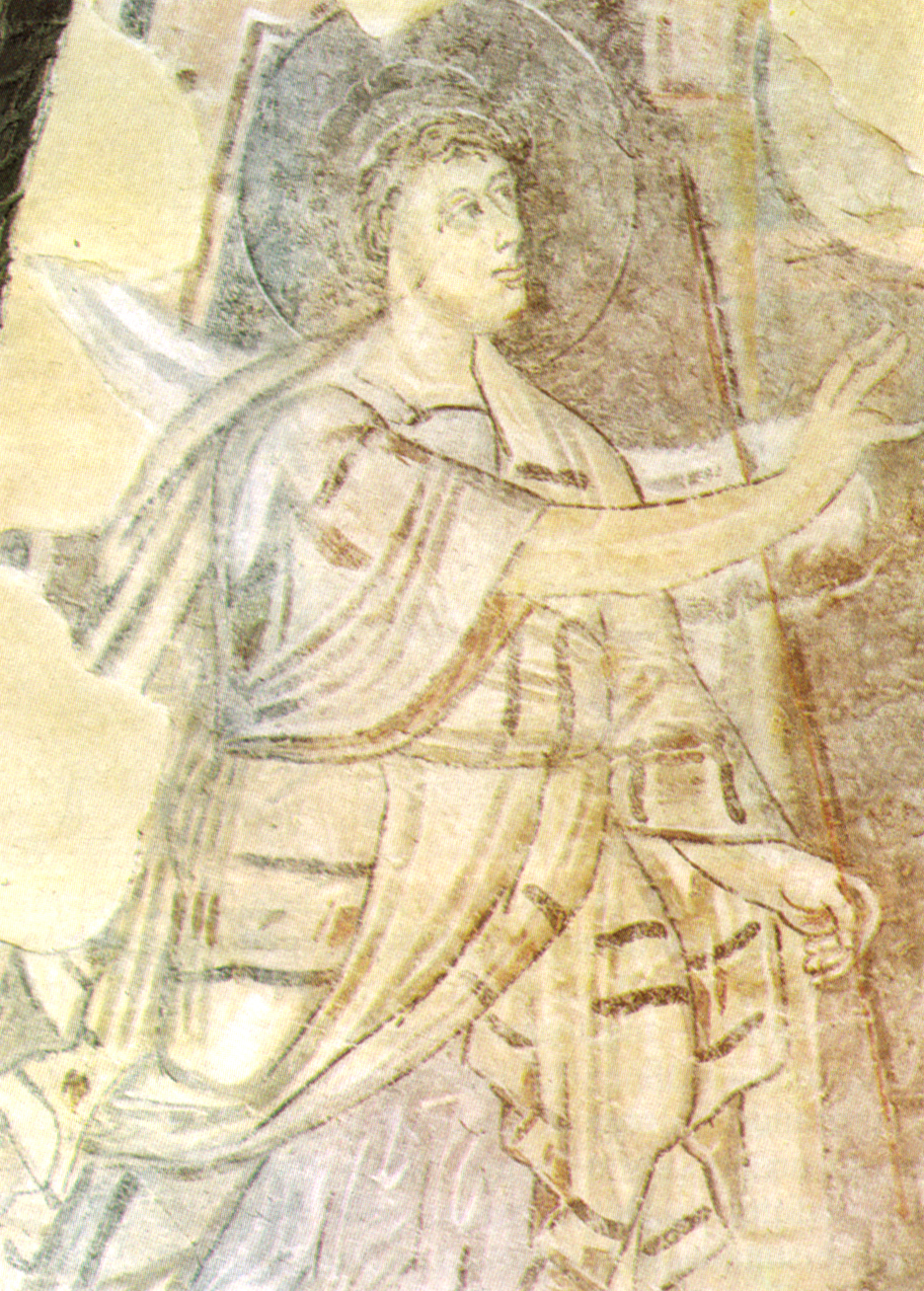
サンタ・ソフィア教会のフレスコ画

ベネヴェントには、ローマ・カトリック教会の大司教座が置かれている (Roman Catholic Archdiocese of Benevento) 。
この都市にあるサンタ・ソフィア教会 (Santa Sofia, Benevento) は、世界遺産「イタリアのロンゴバルド族:権勢の足跡 (568-774年)」の構成資産に指定されている。
ベネヴェントには、魔女（ストレーガ、伊: Strega）の伝説がある (Witches of Benevento) 。この伝説から、「ストレガ」と名付けられたリキュールがベネヴェントで生産されている。

## スポーツ
プロサッカークラブとしてベネヴェント・カルチョがある。ホームスタジアムはスタディオ・チーロ・ヴィゴリート。

## 姉妹都市
- ベツレヘム、パレスチナ 1950年
- ナポリ、イタリア 1966年
- トッレ・アンヌンツィアータ、イタリア 1966年
- ポッツオーリ、イタリア 1970年
- プーラ、クロアチア 1977年
- ゴゾ島、マルタ 1987年
- スプリト、クロアチア 1997年
- パルマ・デ・マヨルカ、スペイン 2001年
- ベルン、スイス 2002年
- カンポバッソ、イタリア 2002年
- ヴロラ、アルバニア 2007年